# تيسون مارتن
تيسون مارتن (بالإنجليزية: Tyson Martin)‏ هو لاعب دوري الرغبي أسترالي، ولد في 23 أكتوبر 1989 في كيرنز في أستراليا.